# Дамат Али-пашино турбе
Дамад Али пашино турбе је подигнуто 1784. године и налази се у Горњем граду Београдске тврђаве. Уједно уз турбе Шеих Мустафе у улици Вишњићева бр. 1, овај објекат представља једини преостали сачувани примерак турске фунерарне архитектуре у Београду

## Истраживања и студије
У току последњих сто година објављено је неколико истраживања и студија везаних за објекат Дамад Али пашиног турбета. Некадашњи чиновник турског посланства у Београду Тевхид Ремзи је дешифрујући текст са оштећене посветне плоче изнад портала турбета, идентификовао објекат као гробно место Хаџи Мустафа паше, београдског везира, убијеног 1801. године. Ремзи је током боравка у Београду за време Првог светског рата, 1916—17. године, овај став кориговао, растумачивши прецизније текст са поменуте плоче као: „трудом Хаџи Мустафа паше поправљено турбе Шехид Али паше“, чиме је турбе идентификовано као меморија на знаменитог турског војсковођу Дамад Али-пашу. Овом идентификацијом је оповргнуто распрострањено уверење да је у турбету био сахрањен Кара Мустафа-паша, који је 1683. године после пораза под Бечом, убијен у Београду по налогу султана Мехмеда IV.
Током истраживања 1936—37. године и радова на рестаурацији турбета, које је вршио Мехмед Делић, пронашао је у гробном месту у турбету поломљени нишан са натписом из 1818/19. године. Дешифровани текст нишана говори да је подигнут над гробним местом Дамад Али паше, а обновљен 1818—19. године. У марту 1937, испод пода од цигала су пронађена два гроба.
У студији посвећеној отоманској архитектури у Београду Дивна Ђурић – Замоло објекат датује у 1716—17. годину, а слично гледиште износи и арх. И. Здравковић. Досада најобимнију студију објавио је др Марко Поповић 1991. године, која доказује да је турбе подигнуто 1784. године, као меморијал Изет Мехмед – паше, а чији су изнесени подаци послужили као основа за овај прилог.

## Историјат турбета
Поред наведених података из студија, за проучавање турбета најзначајније историјске изворе представљају: архивска грађа из турског периода, богата картографска грађа из XVIII века, као и мермерна плоча која се налазила изнад улаза у турбе Дамад Али паше. Ова плоча је током Првог светског рата однета у Будимпешту, а реституцијом културних добара враћена је 1958. године. Плоча је једно време била ускладиштена у Војном музеју, да би затим била пренета у данашњи објекат Дамад Али – пашиног турбета. Битан податак је да ова плоча својим димензијама не одговара ниши изнад портала постојећег турбета. На основу анализе свих наведених извора и датих података извршено је прецизније датовање и атрибуција турбета.
Из текста наведене посветне плоче, враћене из Будимпеште, сазнаје се да је погинулог везира Дамад Али-пашу сахранио његов мухурдар (чувар печата) који се по окончању аустријске окупације вратио у Београд као дафтердар и том прилоком 1741 – 42. године подигао турбе над гробом Дамад Али-паше. Овај податак потврђује и турска архивска грађа, прецизирајући да се Дамад Али пашино турбе налазило крај џамије султана Махмуда. Положај ове џамије као и турбета прецизно је документован на више
Дамат Али-паша је погинуо 1716. године и сахрањен је у Београду. За лоцирање првобитног положаја гроба Дамад Али паше, значајан је податак положаја џамије султана Сулејмана, подигнуте недуго након првог турског освајања Београда 1521. године, а у близини које је Дамат Али-паша сахрањен. Ова џамија данас не постоји и очувана је само у траговима. На основу постојеће картографске грађе поуздана је претпоставка да се налазила на Горњем граду Београдске тврђаве, 40-50 м источно од чесме Мехмед-паше Соколовића. Током обимне аустријске реконструкције Београдске тврђаве у периоду 1718—25. године, урађена је нивелација простора Горњег града, када су порушени скоро сви објекти из ранијег периода. Приликом ових радова је страдала поменута џамија, као и гроб Дамад Али – паше. Након повратка турске власти у Београд, 1740. године, затечено је потпуно нов изглед Горњег града Београдске тврђаве. Том приликом је постојеће Аустријска зграда страже адаптирана је у нову Царску џамију султана Махмуда. Као што је већ поменуто дафтердар Мустафа, некада мухурдар (чувар печата) Дамад Али Паше је том прилоком, 1741 – 42. године подигао турбе над његовим гробом, источно од нове џамије. Очувани су трагови овог објекта шестоугаоне основе, ширине од око 5 м, а судећи према сачуваним картографским подацима засведен калотом и шестоводним кровом. Поред овог објекта у делу простора око џамије, планови приказују још седам турбета квадратне основе, највероватније изведених у форми отворених балдехина који надвисују гробове са нишаном.
Као посебно вредни картографски документи за датирање и атрибуцију, издвајају се планови из Ратног архива у Бечу (KAW сиг. G I b 44-1 и сиг. G I b 45) на коме је издвојено турбе у средишту Горњег града Београдске тврђаве означено као „гроб паше који је умро 1784. године“. Према подацима из турске архивске грађе те године је на Горњем граду Београдске тврђаве сахрањен велики везир Изет Мехмед – паша. Наведени подаци упућују на закључак да је горњоградско турбе које је и данас остало сачувано подигнуто као меморијал на Изет Мехмед – пашу.
Текст на поменутом сачуваном нишану из 1818—19. године, нађен у турбету, даје податак да је тадашњи београдски везир Маршали-паша веровао да обнавља оскрнављени гроб и турбе Шехид Дамад Али паше, као и податак да је гроб страдао када су хришћани заузели Београд. Две деценије касније у овом турбету је сахрањен везир Селим паша, постављен за београдског мухафиза 1847. године, а изненада преминуо након само 41. дана од постављења. Захваљујући опширној легенди са једног турског плана из срединене XIX века (план из Архива Србије сиг. ГК 7) сачуван је податак да је у овом турбету сахрањен и Хасан-паша, вероватно је реч о Хасан-паши Чешмелију, који је 1848. године постављен за београдског мухафиза, на којем положају је остао до смрти 1850. године.
Након одласка турске посаде 1867. године турбе је једно време служило као магацин, а затим и као музеј старог оружја и трофеја. Током бомбардовања Београда 1915. године у целини је разрушен портал са делом нише у којој је стајао првобитни натпис. Убрзо, након 1915. године, Аустријанци су обновили турбе. Радове на коначној рестаурацији је предузела Општина града Београда тридесетих година XX века. Тада је уместо старе уништене плоче са посветом, постављен нов натпис у ниши изнад портала, који је и данас сачуван. Табла са натписом је исписана на српском и арапском језику и даје податак да је ту сахрањен Дамад Али – паша освајач Мореје.

## Опис
Турбе је грађевина једноставне шестоугаоне основе, надвишено плитком калотом постављеном на тамбур. Објекат је изграђен од правилно тесаних камених квадера. Једини декоративни акценат на екстеријеру представљају подеони профилисани венци и профилисани портал над којим се налази ниша у којој је стајао првобитни натпис. Прекопута улаза у југоисточном зиду изведена је ниша, чији је горњи део декоративно обрађен. На истом делу зида постављена су мања удубљења за кандила, која фланкирају поменуту нишу. На остала четири зида постављени су прозори. Цела грађевин је висока седам метара. У средишту турбета је постављена правоугаона гробна конструкција, димензија 2,20 x 0,85 и дубине 1,45 m. Над овим гробом некада се налазио нишан Изет мехмед – паше, који није очуван.
У доступној фотодокументацији, објекат је приказан са шестоводним кровом прекривеним ћерамидом. С обзиром да се у путописном делу, које се бави описом оријенталног Београда (Ханс Куниц, 1673), навођено да су „турски храмови“ били прекривени оловом, као и да је то био често употребљаван систем кровног покривача сакралних и фунерарних грађевина, постоји могућност да је кров Дамад Али пашиног турбета био реализован по истом систему.
Турбе својим обликом одговара стандардном облику репрезентативних фунерарних грађевина из доба отоманске империје. Скромнији облици овог типа маузолеја су подразумевали изградњу отворене форме балдехина који почива на четири или више стубова. Иако су овакве форме гробних обележја подизана на територији Београда, нажалост ниједна није сачувана. Развијени и репрезентативни облик турбета у форми затвортене, полигоналне, нашчешће шестостране структуре био је уобичајен за отоманску фунерарну архитектуру и служио је за сахрањивање турских великодостојанственика.
Преглед развоја турске архитектуре на територији Београда најбоље се може сагледати на простору Београдске тврђаве. Ипак на поменутом простору се ретко може сагледати целовитост једног историјског раздобља, с обзором на обимна разарања и реконструкције. Временски преиод који би се могао, са мањим прекидима, одредити као турски период се датује у раздобље између 1521. и 1867. године.
Оригиналних творевина отоманске архитектуре на Београдској тврђави остало је мало, тако да се увек надовезују на претходне периоде. Реч је пре свегао утилитарној војној архитектури. Један од ретких објеката сачуваних у аутентичној форми је Дамад Али пашино турбе, смештено у Горњем граду Београдске тврђаве. Уједно уз турбе Шеих Мустафе у улици Вишњићева бр. 1, овај објекат представља једини преостали сачувани примерак турске фунерарне архитектуре у Београду.
Објекат Дамад Али Пашиног турбета представља значајну културно-историјску вредност као материјално сведочанство историјског развоја града Београда и архитектонску вредност као редак и репрезентативан споменик отоманске архитектуре на територији града Београда. Налази се на простиру Београдске тврђаве, која је утврђена за културно добро од изузетног значаја.